# تپه پورک چاپ
تپه پورک چاپ (به انگلیسی: Pork Chop Hill) یک فیلم جنگی آمریکایی به کارگردانی لوئیس مایلستون در سال ۱۹۵۹ است.